# Sideridis amydra
Sideridis amydra là một loài bướm đêm trong họ Noctuidae.